# Jablonec nad Nisou

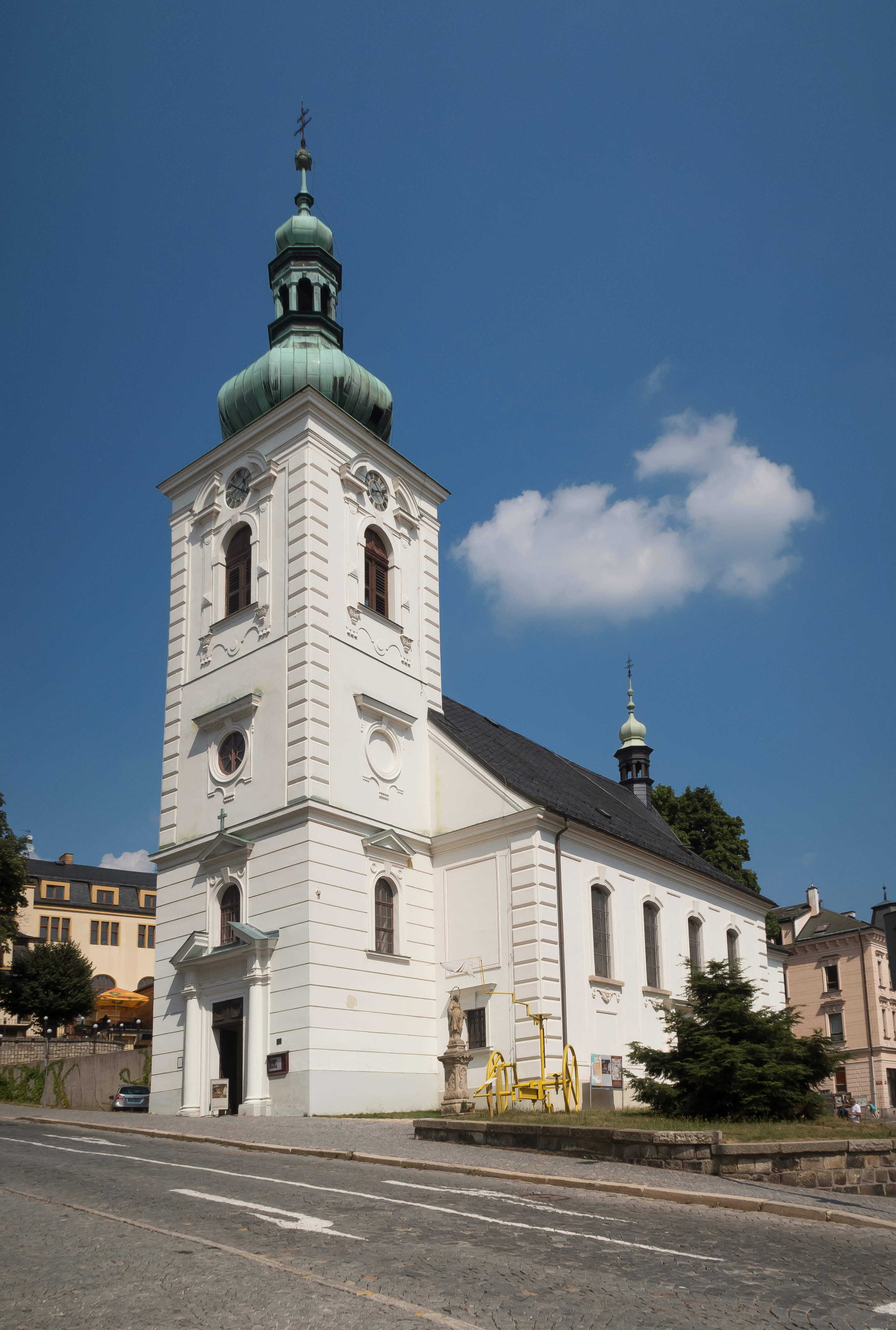
Jablonec nad Nisou, la iglesia: kostel svatého Anny

Jablonec nad Nisou (en checo: [ˈjablonɛts ˈnad ɲɪsou]ⓘ, en alemán: Gablonz an der Neiße) es una ciudad de la República Checa. Es la capital del distrito de Jablonec nad Nisou y la segunda ciudad en tamaño en región de Liberec en el norte del país, está situada en los márgenes del río Nisa. En 2024 la población era de 46 226 habitantes.

## Historia
Jablonec fue fundado en el siglo XIV, pero los derechos de ciudad solo han sido establecidos como tales desde el año de 1866. Su población antes la Segunda Guerra Mundial constaba sobre todo de alemanes. A partir del siglo XIX ha sido famoso por sus vidrieras y bisutería que se exportan a muchos países. Desde 1955 Jablonec está comunicado por tranvía con Liberec que está situado 15 km al norte-este.